# Herman Johannes Lam
Herman Johannes Lam, född den 3 januari 1892 i Veendam, död den 15 februari 1977 i Leiden, var en nederländsk botaniker.
Efter sin examinering 1919 reste han till Nederländska Ostindien för att arbeta vid Bogors botaniska trädgård. 1933 återvände han till Nederländerna för att bli direktör vid Rijksherbarium.
Vid International Botanical Congress 1950 föreslog Lam att varje kategori för växter skulle betecknas taxon, detta godtogs och infördes även inom kort inom zoologin och bakteriologin.
Auktorsnamnet H.J.Lam kan användas för Herman Johannes Lam i samband med ett vetenskapligt namn inom botaniken; se Wikipediaartiklar som länkar till auktorsnamnet.